# (5699) Munch
(5699) Munch est un astéroïde de la ceinture principale.

## Description
(5699) Munch est un astéroïde de la ceinture principale. Il fut découvert par Cornelis Johannes van Houten et Tom Gehrels le 16 octobre 1977 à l'observatoire Palomar. Il présente une orbite caractérisée par un demi-grand axe de 2,4 UA, une excentricité de 0,173 et une inclinaison de 4,33° par rapport à l'écliptique.
Il fut nommé en hommage au peintre expressionniste norvégien Edvard Munch (1863-1944).

## Compléments